# 穆辛·亨德里克斯
穆辛·亨德里克斯（英語：Muhsin Hendricks；1967年6月—2025年2月15日），是一名南非伊瑪目、伊斯蘭學者及LGBT活動者。他長期參與LGBT穆斯林群體的倡導運動，致力於提升伊斯蘭社會對LGBT社群的接受度。他被稱為全球首名公開出櫃的伊瑪目，於1996年向公眾坦承自己的性取向。2025年2月，他在南非伯特爾斯多普被暗殺身亡。

## 生平
亨德里克斯於1967年6月出生於南非開普敦，在一個傳統穆斯林家庭成長。他的祖父是伊斯蘭教士。他後來赴巴基斯坦的伊斯蘭大學深造，研習伊斯蘭教義。他曾提到自己的家族擁有印尼與印度血統，並表示：「我的祖先是被荷蘭殖民者以政治犯和奴隸的身份帶到開普敦。」
1991年，他與一名女子結婚，並育有子女。然而，兩人於1996年離婚，同年，他在29歲時向外界坦承自己是同性戀者。此後，他曾在一座穀倉內隱居三個月，期間進行約80天的齋戒，並透過求善拜來冥想自己的信仰。當時，他仍在清真寺與伊斯蘭學校教授宗教課程，但因公開自己的性取向而被解僱。
他的父親對此表示支持，但母親起初無法接受。然而，在她與亨德里克斯及其伴侶共同生活十天後，逐漸改變了看法，最終與兒子和解，並維持親密關係直至去世。

## 活動
1996年，亨德里克斯創立「Inner Circle」，這是一個致力於協助同性戀穆斯林的支持網絡，幫助他們在信仰與性取向之間尋找平衡（但不限於此群體）。該組織的成立源於LGBT穆斯林在主麻日聚禮時遭到主流清真寺排擠的困境。從1998年起，亨德里克斯開始主持禮拜、提供心理諮詢，並為同性伴侶舉行穆斯林婚禮儀式。「Inner Circle」後來更名為「Al-Fitrah Foundation」。
他對伊斯蘭教義的詮釋挑戰了主流觀點，主張《古蘭經》並未明確譴責同性戀。他認為《所多瑪與蛾摩拉》的故事重點在於譴責強姦，而非同性性行為。然而，這與主流穆斯林學界的詮釋不同，後者普遍認為該故事是對同性戀行為的否定。2007年，穆斯林司法理事會公開譴責亨德里克斯，並隨後發佈伊斯蘭教令反對同性戀。這一立場獲得南非大多數穆斯林主流組織的支持，但也被批評忽視殖民時期之前穆斯林社會內部的性別與性取向多樣性。此外，在非洲地區，許多保守宗教團體仍然強烈反對LGBT權利，認為同性戀不符合非洲文化。
2011年，亨德里克斯在南非創建「Masjidul Ghurbaah」，隸屬於「Al-Ghurbaah Foundation」。談及這座清真寺時，他曾表示：「穆斯林社群對我的態度可說是愛恨交織。有時候，他們覺得我應該被從最高的山上扔下去，但有時，他們又欣賞至少有一位伊瑪目願意與那些他們不願接觸的人合作。」「Al-Fitrah Foundation」之後又建立「Masjid Ul-Umam」，進一步推動LGBT穆斯林的宗教空間。
2019年，亨德里克斯前往肯雅，積極倡導LGBT權利。2022年，他為「Global Interfaith Network」設計並推動了一系列多信仰的培訓課程，促進不同宗教群體對LGBT議題的理解與接納。
同年，他公開質疑穆斯林司法理事會的「簡短伊斯蘭教令」，認為這項宗教裁決可能對同性戀者與同性戀社群造成傷害。他強烈批評穆斯林司法理事會的決定，警告其可能帶來的負面影響，並呼籲宗教界對LGBT群體展現更多包容與理解。

### 線上與影視活動
在2019冠狀病毒病疫情期間，他開始在TikTok上發佈關於愛情的正面訊息。到2022年，亨德里克斯開始用印地語和烏爾都語製作有關LGBT穆斯林的線上影片。
亨德里克斯出演2007年的紀錄片《愛的聖戰》。2022年，亨德里克斯成為德國紀錄片《激進份子》的主角。

## 死亡與反應
2025年2月15日，亨德里克斯在南非東開普省伯特爾斯多普遭槍擊身亡，終年57歲。據報導指，當時他剛在格貝哈主持一場女同性戀婚禮。襲擊發生時，他正坐在汽車後座，突然一輛豐田Hilux攔住去路，接著兩名蒙面槍手向車輛開火。監視器畫面顯示，槍手行凶後迅速逃離現場。截至2月16日，警方仍在調查兇殺動機。
國際LGBTI聯合會強烈譴責這起槍殺事件，並呼籲當局徹查，釐清是否涉及仇恨犯罪。
開普敦烏萊瑪委員會與南非聯合烏萊瑪理事會同樣譴責這宗謀殺案，儘管他們不認同亨德里克斯的觀點，但強調任何人都不應因信仰或生活方式的不同而遭受暴力。他們表態，即便與亨德里克斯的理念存有分歧，也不應以暴力作為回應，認為這種行為不可接受。

## 外部鏈結
- 穆辛·亨德里克斯在互联网电影资料库（IMDb）上的資料（英文）